# ویلس ۳۵۰۷
سیارک ۳۵۰۷ (به انگلیسی: 3507 Vilas، نامگذاری:1982UX) سه هزار و پانصد و هفتمین سیارک کشف شده‌است که در ۲۱ اکتبر ۱۹۸۲ کشف شد.
قدر مطلق سیارک برابر ۱۱٫۳۰ است.